# Пирчюпис
Пирчюпис, Пирчюпяй (лит. Pirčiupis, Pirčiupiai) — деревня в Варенском районе Литвы, в 45 км к юго-западу от Вильнюса, сожжённая немецкими оккупантами вместе с её 119 жителями в 1944 году во время Великой Отечественной войны. Место свершения одного из военных преступлений нацизма, которое стало широко известным.

## Трагедия
Утром 3 июня 1944 года на шоссейной дороге из Вильнюса на Эйшишкес в 2-3 километрах южнее Пирчюписа партизанами была обстреляна проезжающая колонна штабных автомашин вермахта. Были убиты пять гитлеровцев и столько же взято в плен.
В 11 часов (того же дня?) в село Пирчюпис вошла колонна из двух десятков автомашин и трёх танков, везших более 400 гитлеровцев. Деревня была взята в окружение.

Они врывались в каждый дом, сарай, заглядывали в подвалы, чердаки и всех, кто был обнаружен — мужчин, женщин, стариков и детей выгоняли на улицу и, толкая в спину прикладами, сбили их в кучу и окружили.

Не обращая внимания на плач детей и рыдание женщин, они вытаскивали из домов все, что представляло какую-либо ценность.
Продукты питания, одежда, мебель, скот и птица — все грузилось на автомашины. Жители деревни были обречены на голодную смерть.
Неизбывное горе на лицах задержанных не тронуло жесткие сердца гитлеровцев. Этого им было мало. Они отделили мужчин, втолкнули их в дом, закрыли ставни окон, заперли дверь и подожгли его. На отчаянные крики несчастных матерей, жен и детей, на глазах которых заживо горели их сыновья, мужья, отцы и братья, гитлеровцы не обращали внимания. Тех, кто пытался выбраться из полыхающего дома, они расстреливали. Расстреливали и тех, кто в отчаянии рвался к пожарищу. Затем отделили другую группу жителей и загнали в сарай, следующую — в избу, и всех живьем сжигали. Кровавая экзекуция длилась более трёх часов.

Когда умолк последний крик сгоревшего ребёнка, палачи забросали догорающие строения ручными гранатами. Они затем подожгли остальные строения и, довольные содеянным, загрузились в автомашины и уехали, оставив на этой лесной поляне в сожженной деревне, руины, пепел и обугленные тела 119-ти несчастных безвинных жертв
.

В живых осталось несколько человек, в их числе пастух, следивший за скотом в лесу около села. От него были получены сведения о случившейся трагедии.

## Память
В 1960 году молодым литовским скульптором Гедиминасом Йокубонисом (лит. Gediminas Jokūbonis) был создан мемориал на месте трагедии, включающий гранитную статую «Мать» и отдельно стоящую, украшенную рельефом гранитную стену с высеченными именами погибших. Центральный памятник отличается напряженным психологизмом образа матери — преисполненной гнева и скорби старой литовской крестьянки, а также суровой выразительностью обобщающих форм, точно найденным соотношением архитектурно-пространственного решения с окружающим пейзажем. В 1963 году скульптору Г. Йокубонису за создание мемориала была присвоена Ленинская премия. В отстроенной заново деревне также находится мемориальный музей Пирчюписа.
В 1980 году на Литовской киностудии режиссёром Альмантасом Грикявичусом был снят художественный фильм «Факт», рассказывающий историю уничтожения гитлеровцами деревни Пирчюпяй. Лента была удостоена Главного приза на 14-м Всесоюзном кинофестивале в Вильнюсе и представляла советскую кинематографию в конкурсной программе Каннского Международного кинофестиваля, на котором была удостоена приза за лучшее исполнение женской роли второго плана — актриса Елена Соловей.